# بشنیو
بشنیو (به مجاری:  Besnyő) یک شهرداری در مجارستان است که در ناحیه دونااوی‌واروش واقع شده‌است. بشنیو ۴۴٫۶۴ کیلومتر مربع مساحت و ۱٬۸۶۱ نفر جمعیت دارد.